# Petite Maman (film, 1950)
Pour les articles homonymes, voir Petite Maman.
Pour plus de détails, voir Fiche technique et Distribution.
Petite Maman (Das doppelte Lottchen) est un film allemand réalisé par Josef von Báky, sorti en 1950. Il s'agit de la première adaptation du roman pour la jeunesse Deux pour une (1949) de l'écrivain allemand Erich Kästner.
Très grand succès commercial, le film obtient en 1951 la première place à la cérémonie du Prix du cinéma allemand (Deutscher Filmpreis) dans les catégories : Meilleur Film, Meilleur Réalisateur et Meilleur Scénario.

## Genèse et scénario
Erich Kästner, l'auteur du roman duquel est adapté Petite maman, et scénariste sur le film, avait eu le projet, dès 1932, de réaliser un long-métrage de l'histoire qu'il avait imaginée. Mais il est frappé d'une interdiction d'écrire, et en 1933, Hitler fait brûler tous ses livres. Le projet est donc abandonné, et ce n'est qu'après la fin de la guerre, en 1945, qu'il reprendra la plume pour en faire finalement un roman. Dans le film, Erich Kästner joue le rôle du narrateur.

## Synopsis
Louise, neuf ans, ignore qu'elle a une sœur jumelle, Charlotte, leurs parents ayant divorcé durant leur prime enfance. Lors d'un séjour dans une colonie de vacances, elles se rencontrent et sont stupéfaites de leur ressemblance. Convaincues qu'elles sont jumelles, elles vont échafauder un plan ingénieux pour réunir leurs parents...

## Accueil du film
Adaptation très fidèle du livre, le film est un grand succès. De nombreuses autres adaptations plus libres suivront, dont Twice Upon a Time en 1953 ou La Fiancée de papa en 1961.
L'on pourrait s'attendre, avec ce genre de scénario, à un film larmoyant ou pétri de sensiblerie. Or le réalisateur Josef von Báky a tourné ce film d'une manière agréable, voire intéressante : les scènes oniriques sont excellentes, comme si les scénaristes avaient lu le livre de Bruno Bettelheim Psychanalyse des contes de fées de 1976. Petite maman donnera lieu à d’autres films allemands sur le thème famille/jumelles dont Ich und meine Frau (littéralement Moi et ma femme) film d'Eduard von Borsody de 1953, avec, dans le rôle des jumelles, les mêmes jeunes actrices, Isa et Jutta Günther.

### Critique de cinéma
« Petite Maman raconte l'histoire de familles incomplètes nostalgiques de l'harmonie des familles composées d'une mère et d'un père, histoire qui, dans les années de l’après-guerre, avait une signification particulière car grand était le nombre de mères seules élevant leurs enfants seules - des veuves de guerre pour la plupart. Et c'est précisément parce que le film n'aborde pas ouvertement ce thème, mais le remplace par un divorce, que les enfants d'aujourd'hui comprennent le film sans avoir besoin de longues explications. Ainsi, parents et enfants y trouvent leur compte : les enfants regardent une histoire captivante qui se termine bien, et leur père assis à côté d'eux y voit un film sur son enfance, avec toute l’ambiguïté qu'englobe ce mot. – epd-film (12/1987) »

## Fiche technique
- Titre : Petite Maman
- Titre original : Das doppelte Lottchen
- Réalisation : Josef von Báky
- Scénario : Erich Kästner d'après son roman Deux pour une
- Photographie : Rudolf Rhomberg
- Montage : Fritz Stapenhorst
- Costumes : Bessy Becker
- Musique : Alois Melichar
- Effets spéciaux photographique : Theo Nischwitz
- Techniciens du son : Erwin Jennewein, Erich Leistner
- Producteur : Günther Stapenhorst
- Société de production : Carlton Film, Bavaria Film
- Pays d'origine : Allemagne de l’ouest
- Langue : allemand
- Format : noir et blanc - 1.37 : 1 - Son : mono
- Durée : 105
- Dates de sortie : 
  -  Allemagne de l'Ouest : 22 décembre 1950
  -  France : 16 février 1953

## Distribution
- Isa Günther: Luise Palfy
- Jutta Günther: Lotte Körner
- Peter Mosbacher: Ludwig Palfy
- Antje Weisgerber: Luiselotte Körner
- Senta Wengraf: Irene Gerlach
- Hans Olden: Hofrat Strobl
- Auguste Pünkösdy (de): Resi
- Maria Krahn: Frau Muthesius
- Liesl Karlstadt: Frau Wagenthaler
- Inge Rosenberg: Fräulein Ulrike
- Gaby Philip: Fräulein Gerda
- Walter Ladengast: Herr Gabele
- Gertrud Wolle: Fräulein Linnekogel

## Voix françaises
Le générique de la version française mentionne en caractères jaunes surchargés sur le générique allemand quelques indications sur les voix françaises :
- Louise Palfy interprétée par Isa Günther avec la voix d'Ingrid Donnadieu
- Charlotte Körner (Lotte dans le livre) interprétée par Jutta Günther avec la voix de Morgan Flahaut (sans L)
- Luiselotte Körner, la maman, jouée par Antje Weissgerber avec la voix de Denise Metmer
- Ludwig Palfy, le papa chef d'orchestre, joué par Peter Mosbacher avec la voix de D. Colignon-Morin

Le générique de la version française de Petite Maman précise :
- a participé à la production la société START INTERNATIONAL ;
- l'adaptation est de Marion Bessay ;
- le directeur artistique est Philippe Carbonnier.

Aucune mention n'est faite des autres personnages du film.
Et surtout, hélas, un gros oubli. Erich Kästner, l'auteur en 1949 du livre Das doppelte Lottchen, devenu Deux pour une en français, qu'on voit dans les 30 premières secondes du film, est le narrateur exceptionnel tout au long du film en allemand, mais rien n'indique de qui est la voix du narrateur dans la version française. Dommage car le narrateur français fournit une prestation remarquable.

## Sorties cinéma
- Autriche : 1er décembre 1950
- Danemark : 10 novembre 1952
- Allemagne de l'Est : 28 novembre 1952
- Finlande : 21 décembre 1956
- France : 16 février 1953
- Japon : 2 octobre 1952
- Suède : 23 mars 1953

## Sorties DVD
- Allemagne : 24 mars 2003